# Исланд на Светском првенству у атлетици на отвореном 2015.
Исланд је учествовао на Светском првенству у атлетици на отвореном 2015. одржаном у Пекингу од 12. до 30. августа петнаест пут, односно на свим првенствима до данас. Репрезентацију Исланда представљале су две атлетичарке које су се такмичиле у две дисциплине,.
На овом првенству Исланд није освојио ниједну медаљу, а постигнут је један најбољи резултат сезоне.

## Учесници
| Дисциплина   | Атлетичари | Атлетичари         |
| Дисциплина   | Мушкарци   | Жене               |
| ------------ | ---------- | ------------------ |
| 800 м        | -          | Анита Хинриксдотир |
| Бацање копља | —          | Асдис Хјалмсдотир  |

## Резултати

### Жене
| Атлетичарка        | Дисциплина   | Лични рекорд | Квалификације | Квалификације | Полуфинале            | Полуфинале            | Финале                | Финале       | Детаљи |
| Атлетичарка        | Дисциплина   | Лични рекорд | Резултат      | Место         | Резултат              | Место                 | Резултат              | Место        | Детаљи |
| ------------------ | ------------ | ------------ | ------------- | ------------- | --------------------- | --------------------- | --------------------- | ------------ | ------ |
| Анита Хинриксдотир | 800 м        | 2:00,49 НР   | 2:01,01 ЛРС   | 5. гр, 6      | Није се квалификовала | Није се квалификовала | Није се квалификовала | 20 / 44 (45) |        |
| Асдис Хјалмсдотир  | бацање копља | 62,77 НР     | 56,72         | 14. у гр. Б   |                       |                       | Није се квалификовала | 29 / 32      |        |